# Californische slanke salamander
De Californische slanke salamander (Batrachoseps attenuatus) is een salamander uit de familie longloze salamanders (Plethodontidae). De soort werd voor het eerst wetenschappelijk beschreven door Johann Friedrich von Eschscholtz in 1833. Oorspronkelijk werd de wetenschappelijke naam Salamandrina attenuata gebruikt.

## Uiterlijke kenmerken
De salamander is bruin van kleur aan de bovenzijde, de flanken en buikzijde zijn donkerder. Geheel zwarte exemplaren komen ook voor. Op de rug is vaak een tekening aanwezig van kleine licht- en donkerbruine tot rode vlekjes, soms met een lichtere lengtestreep op het midden. Het lichaam is zeer dun en langwerpig en wordt maximaal 14 centimeter lang waarvan twee derde staart. De kop is smal en de pootjes zijn zeer klein en staan ver van elkaar af. Mede hierdoor, maar ook omdat de glanzende bovenzijde een andere kleur heeft dan de rest van het lichaam, heeft de salamander iets weg van een slang.

## Leefwijze
Het is een bodembewoner die zich overdag verstopt en tijdens de schemering tevoorschijn komt om te gaan jagen tussen de bladeren. Op het menu staan diverse kleine ongewervelden. Bij verstoring rolt de salamander zich op en doet hierbij mede door de segment-achtige costale groeven enigszins denken aan een miljoenpoot. Waarschijnlijk is dit geen toeval omdat veel miljoenpoten smerig smaken en de opgerolde salamander met rust gelaten wordt.

## Voortplanting
De eitjes worden in de herfst en de winter afgezet, de vrouwtjes zoeken elkaar op voor de ei-afzet en een nest bestaat uit meerdere legsels. Als de jongen uit het ei kruipen, zijn het al direct kleine salamandertjes, het larvestadium voltrekt zich volledig in het ei. Ze zijn echter nog niet volwassen.

## Verspreiding en leefgebied
De Californische slanke salamander komt voor in de Amerikaanse staat Californië en het uiterst zuidwesten van de staat Oregon. Qua habitat is de soort niet kieskeurig, als er maar een strooisellaag aanwezig is en enkele objecten als houtblokken om onder te schuilen. Zowel bossen, graslanden en tuinen zijn geschikt.